# Васильевское (Новгородская область)
Васи́льевское — село в Новгородском районе Новгородской области, входит в состав Ракомского сельского поселения.
Деревня расположена в Ильменском поозерье на берегу реки Веряжа, в 4 км от берега озера Ильмень. Ближайшие населённые пункты — деревни Хотяж и Сельцо (на противоположном берегу).
Впервые село упоминается в писцовой книге 1498 года. В записях от 1501 года значится, что Васильевский погост принадлежал «великому князю с помещики Федком, да с Левою с Козляниновым, да с Троицким монастырем с Клопска».
На погосте стояла деревянная церковь Василия Великого. В 1871 году вместо неё был поставлен каменный храм с колокольней — в настоящее время — действующий православный приход. Постановлением Администрации Новгородской области отнесён к памятникам истории и культуры местного значения. Кладбище при церкви обнесено кованной оградой, изготовленной мастером С. Покулевым в конце XIX — начале XX веков.